# Lorenzo Zanetti
Lorenzo Demetrio Zanetti (Brescia, 10 de agosto de 1987) es un piloto de motociclismo italiano. Actualmente está corriendo en la the CIV Superbike Championship, sobre una Ducati 1199 Panigale.

## Biografía
En sus comienzos, Zanetti acabó segundo detrás de Luca Di Giuseppe en la Honda RS125 GP Trophy de 2003 y la ganaría el año siguiente. En esa misma temporada, compitió en los campeonatos nacionales de 125cc y en 2004 hizo su debut en el Mundial de Motociclismo de 125cc, categoría que no abandonaría hasta 2009. En 2010 fue segundo en el Italian Stock 600 y debutó en el FIM Superstock 1000 Cup, en el que acabó en tercera posición en 2011. En 2012 se trasladó al Campeonato del Mundo de Superbikes y en 2013 da el salto al Campeonato Mundial de Supersport. El 21 de julio de 2013 se ve involucrado en una accidente de la que resulta muerto Andrea Antonelli.

### Campeonato del Mundo de Motociclismo

#### Carreras por Año
(Carreras en negrita indica pole position, carreras en cursiva indica vuelta rápida)
| Año  | Clase | Moto    | 1       | 2       | 3       | 4       | 5       | 6       | 7       | 8       | 9       | 10      | 11      | 12      | 13      | 14      | 15      | 16      | 17      | Pos. | Pts. |
| ---- | ----- | ------- | ------- | ------- | ------- | ------- | ------- | ------- | ------- | ------- | ------- | ------- | ------- | ------- | ------- | ------- | ------- | ------- | ------- | ---- | ---- |
| 2004 | 125cc | Honda   | RSA -   | SPA -   | FRA -   | ITA Ret | CAT -   | NED -   | RIO -   | GER -   | GBR -   |         |         |         |         |         |         |         |         | NC   | 0    |
| 2004 | 125cc | Aprilia |         |         |         |         |         |         |         |         |         | CZE 21  | POR 19  | JPN 21  | QAT 21  | MAL 20  | AUS 24  | VAL 17  |         | NC   | 0    |
| 2005 | 125cc | Aprilia | SPA Ret | POR DNS | CHN -   | FRA 11  | ITA 14  | CAT 9   | NED 19  | GBR 14  | GER 13  | CZE 5   | JPN 17  | MAL 20  | QAT 16  | AUS 20  | TUR Ret | VAL Ret |         | 17th | 30   |
| 2006 | 125cc | Aprilia | SPA 13  | QAT 21  | TUR 8   | CHN Ret | FRA Ret | ITA 14  | CAT 15  | NED 17  | GBR 15  | GER 17  | CZE Ret | MAL Ret | AUS 19  | JPN Ret | POR 13  | VAL 15  |         | 21st | 19   |
| 2007 | 125cc | Aprilia | QAT 18  | SPA 10  | TUR 7   | CHN 15  | FRA 16  | ITA 10  | CAT 14  | GBR 11  | NED 15  | GER 28  | CZE 17  | SMR 16  | POR 17  | JPN Ret | AUS 18  | MAL 19  | VAL Ret | 19th | 30   |
| 2008 | 125cc | KTM     | QAT 21  | SPA Ret | POR Ret | CHN Ret | FRA 7   | ITA 20  | CAT Ret | GBR 15  | NED Ret | GER Ret | CZE 19  | SMR Ret | IND Ret | JPN 17  | AUS 12  | MAL 13  | VAL 11  | 22nd | 22   |
| 2009 | 125cc | Aprilia | QAT 19  | JPN 14  | SPA 18  | FRA 10  | ITA 12  | CAT Ret | NED 15  | GER Ret | GBR 7   | CZE Ret | IND 17  | SMR 14  | POR 13  | AUS 17  | MAL 10  | VAL 12  |         | 19th | 37   |

### Campeonato Mundial de Superbikes

#### Carreras por año
| Year | Bike   | 1      | 1      | 2     | 2      | 3      | 3       | 4     | 4      | 5      | 5      | 6       | 6       | 7       | 7       | 8      | 8      | 9      | 9      | 10     | 10     | 11    | 11     | 12    | 12     | 13     | 13     | 14      | 14     | Pos. | Pts. |
| Year | Bike   | R1     | R2     | R1    | R2     | R1     | R2      | R1    | R2     | R1     | R2     | R1      | R2      | R1      | R2      | R1     | R2     | R1     | R2     | R1     | R2     | R1    | R2     | R1    | R2     | R1     | R2     | R1      | R2     | Pos. | Pts. |
| ---- | ------ | ------ | ------ | ----- | ------ | ------ | ------- | ----- | ------ | ------ | ------ | ------- | ------- | ------- | ------- | ------ | ------ | ------ | ------ | ------ | ------ | ----- | ------ | ----- | ------ | ------ | ------ | ------- | ------ | ---- | ---- |
| 2012 | Ducati | AUS 11 | AUS 14 | ITA 8 | ITA 13 | NED 14 | NED Ret | ITA C | ITA 14 | EUR 18 | EUR 12 | USA Ret | USA Ret | SMR Ret | SMR Ret | SPA 13 | SPA 14 | CZE 16 | CZE 16 | GBR 12 | GBR 16 | RUS 8 | RUS 10 | GER 8 | GER 11 | POR 16 | POR 12 | FRA Ret | FRA 13 | 17th | 68   |

### Campeonato Mundial de Supersport

#### Carreras por Año
(Carreras en negrita indica pole position, carreras en cursiva indica vuelta rápida)
| Año  | Moto      | 1       | 2       | 3       | 4      | 5       | 6      | 7      | 8     | 9      | 10    | 11     | 12      | 13    | Pos. | Pts. |
| ---- | --------- | ------- | ------- | ------- | ------ | ------- | ------ | ------ | ----- | ------ | ----- | ------ | ------- | ----- | ---- | ---- |
| 2013 | Honda     | AUS 8   | SPA 6   | NED 10  | ITA 3  | GBR 4   | POR 14 | ITA 4  | RUS C | GBR 11 | GER 4 | TUR 4  | FRA 7   | SPA 5 | 5.º  | 119  |
| 2014 | Honda     | AUS DNS | SPA 4   | NED 5   | ITA 1  | GBR Ret | MAL 5  | ITA 6  | POR 6 | SPA 6  | FRA 4 | QAT 7  |         |       | 4.º  | 112  |
| 2015 | MV Agusta | AUS 2   | THA Ret | SPA 5   | NED 6  | ITA 3   | GBR 4  | POR 5  | ITA 3 | MAL 3  | SPA 3 | FRA 4  | QAT 3   |       | 3.º  | 158  |
| 2016 | MV Agusta | AUS Ret | THA 8   | SPA Ret | NED 29 | ITA DSQ | MAL 13 | GBR 10 | ITA 5 | GER 7  | FRA 9 | SPA 10 | QAT Ret |       | 13.º | 50   |
| 2017 | MV Agusta | AUS     | THA     | SPA     | NED    | ITA     | GBR    | ITA    | GER 6 | POR 8  | FRA 6 | SPA 17 | QAT 11  |       | 16.º | 33   |